# Ла-Уньон (провинция)
Ла-Уньон (исп. Provincia de La Unión) — одна из 8 провинций перуанского региона Арекипа. Площадь составляет 4746,4 км². Население — 15 662 человека. Столица — город Котауаси.

## География
Граничит с регионами Апуримак, Аякучо и Куско, а также с провинциями Кондесуйос (на востоке) и Каравели (на юго-западе).

## Административное деление
В административном отношении делится на 11 районов:
- Алька
- Чаркана
- Котауаси
- Уайнакотас
- Пампамарка
- Пуйка
- Кечуалья
- Сайла
- Тауриа
- Томепампа
- Торо